# سیارک ۲۷۸۶۵
سیارک ۲۷۸۶۵ (به انگلیسی: 27865 Ludgerfroebel، نامگذاری:1995FQ)۲۷۸۶۵مین سیارک کشف شده‌است که در ۳۰ مارس ۱۹۹۵ کشف شد.